# Erich und Axel von Taube

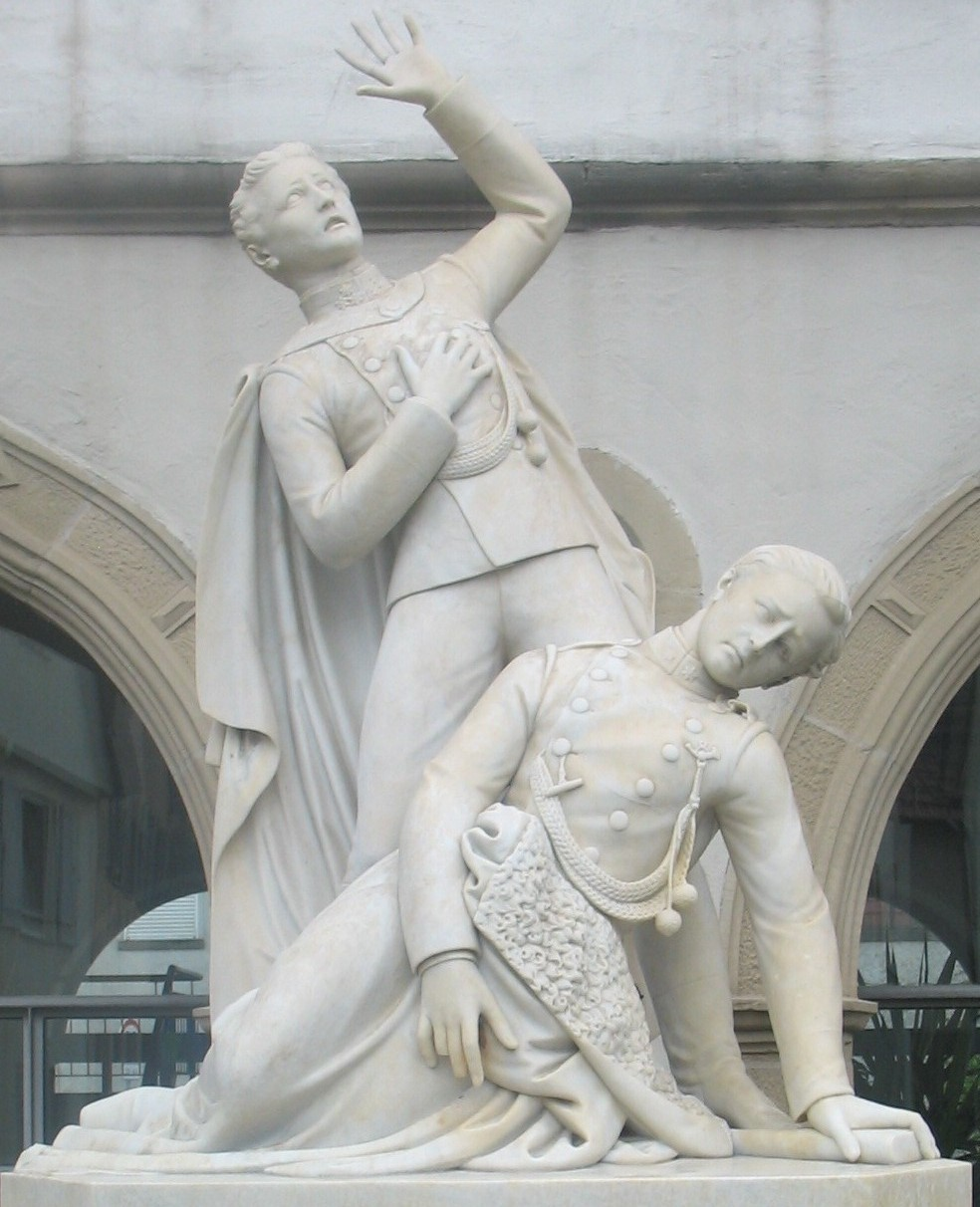
Taube-Denkmal in Pleidelsheim

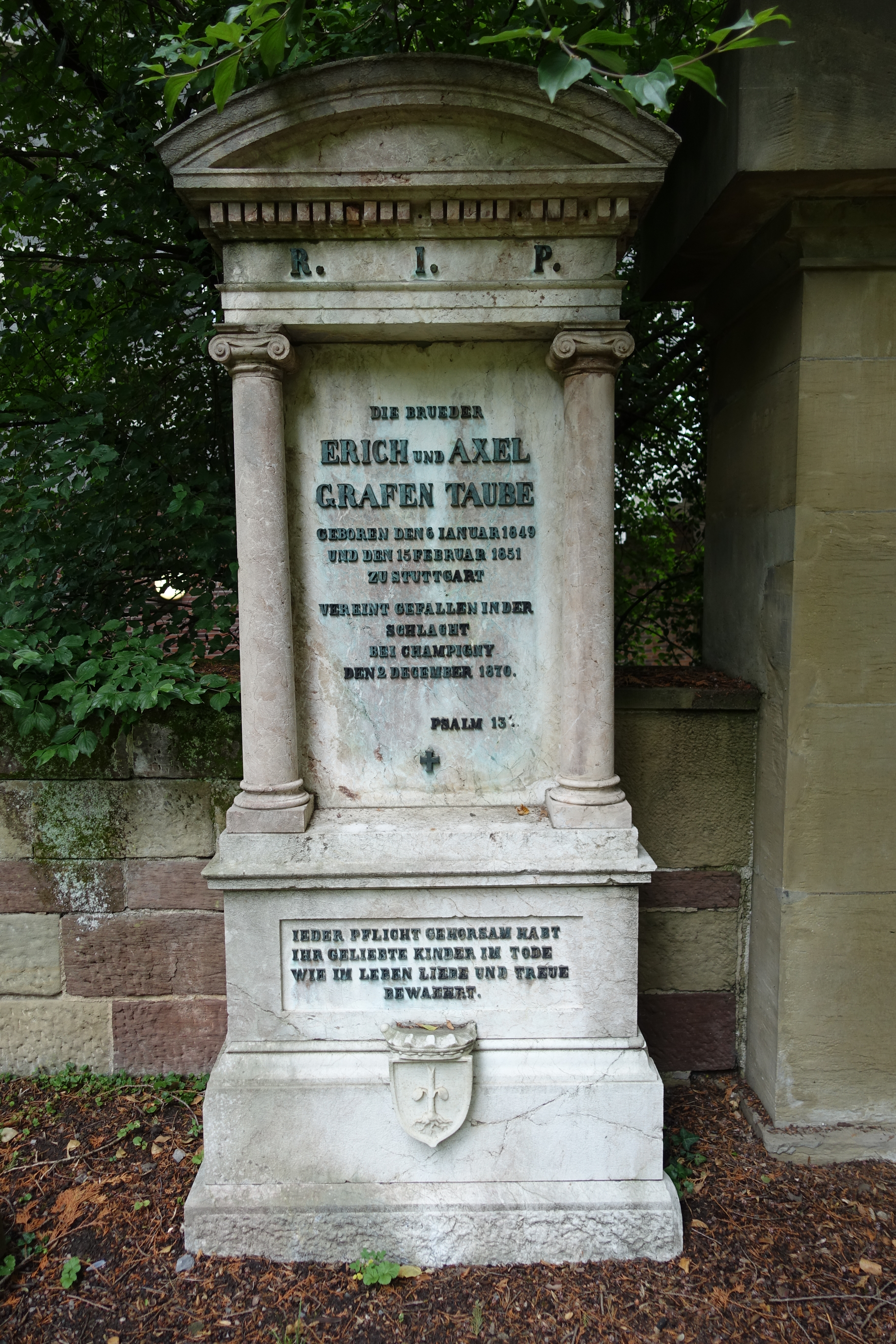
Grabmal der Grafen von Taube auf dem Hoppenlaufriedhof in Stuttgart

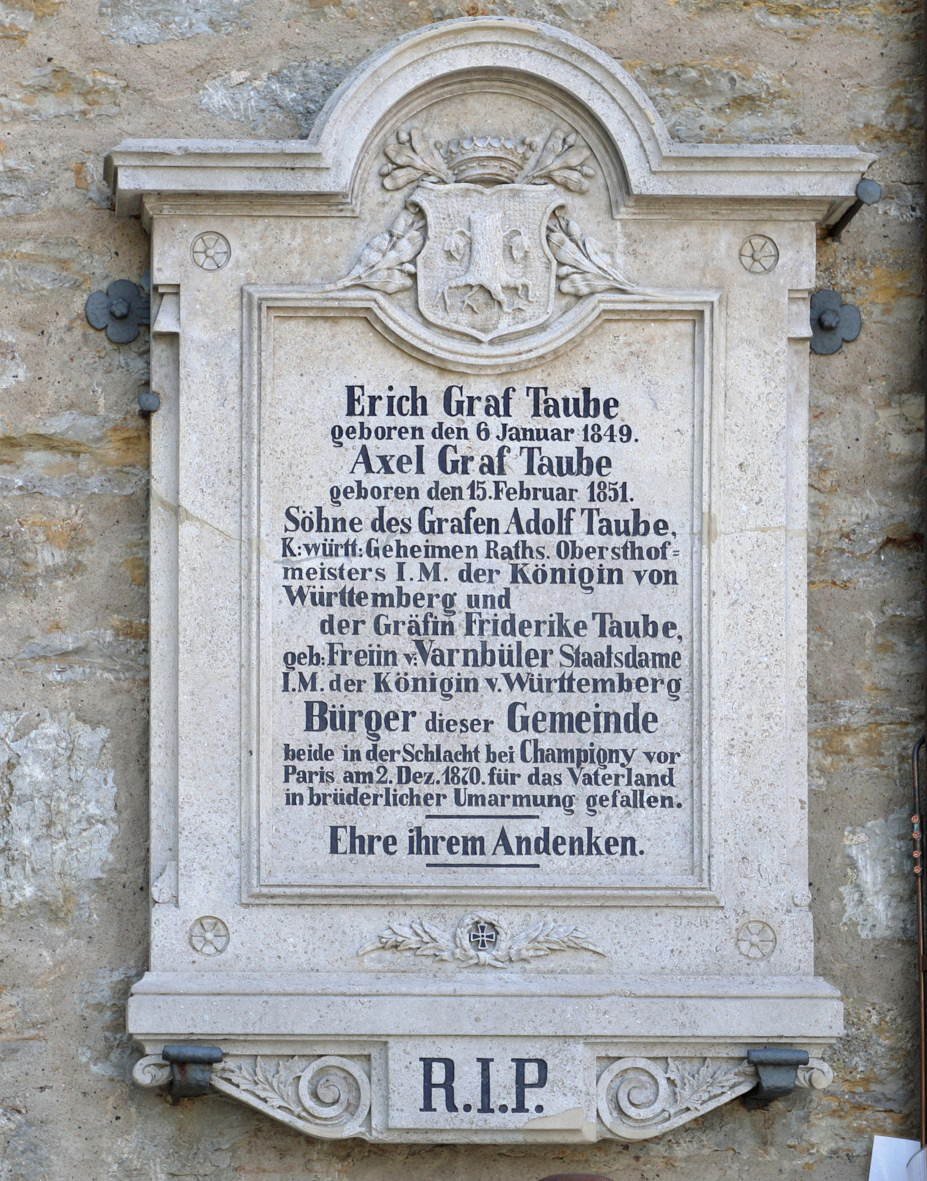
Gedenktafel bei der Katholische Kirche Zur Heiligsten Dreifaltigkeit in Bad Mergentheim-Löffelstelzen

Die Grafen Erich und Axel von Taube (* 6. Januar 1849 und 13. Februar 1851 in Stuttgart; † 2. Dezember und 4. Dezember 1870 bei Champigny) waren die beiden einzigen Söhne des Grafen Adolf von Taube, die als Freiwillige im Deutsch-Französischen Krieg miteinander fielen.

## Geschehen

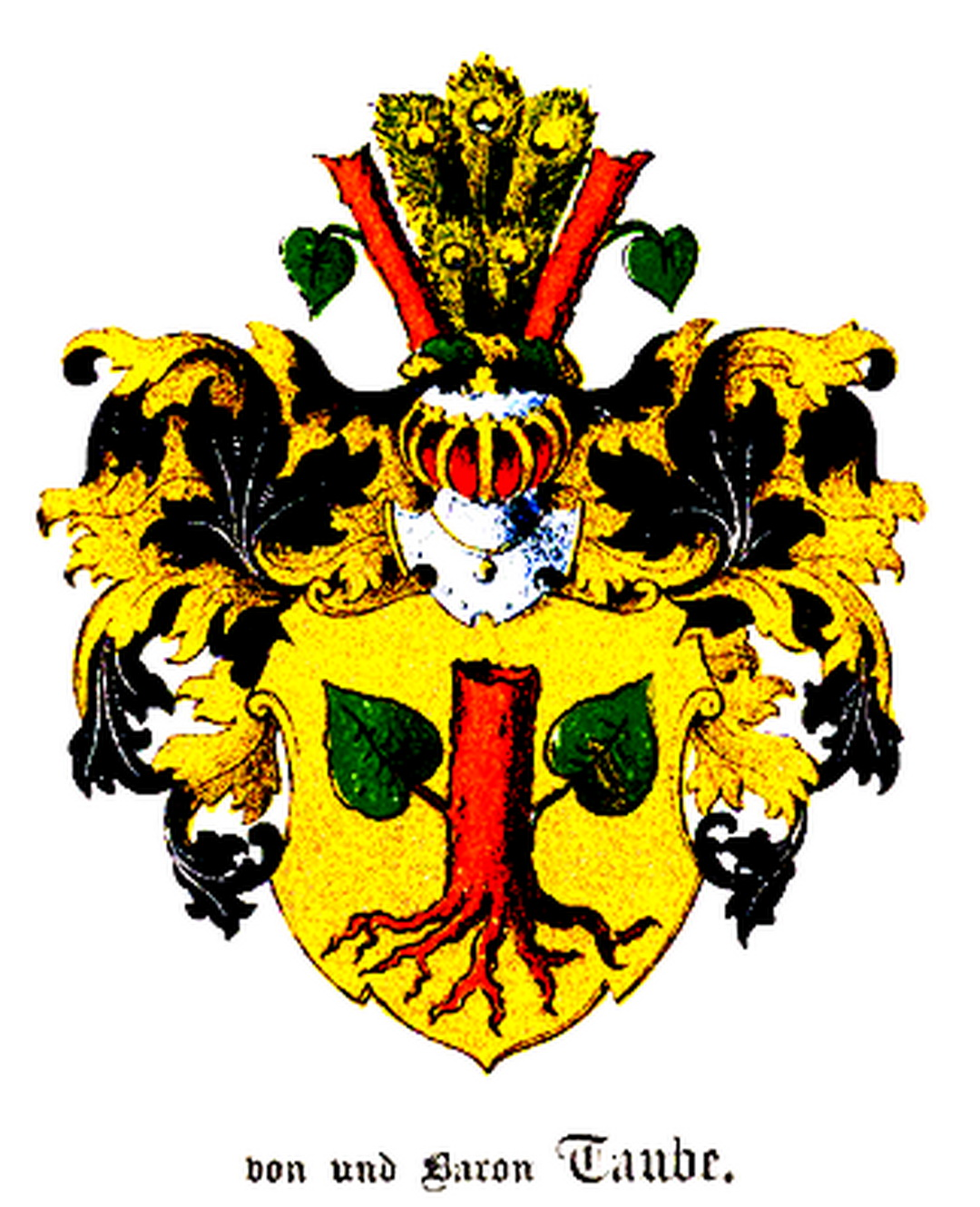
Stammwappen des Adelsgeschlechts „von Taube“ (Baltisches Wappenbuch 1882)

Die beiden Brüder hatten sich als freiwillige Jäger gemeldet und zogen mit dem Württembergischen Kontingent  unbeschadet bis vor Paris. Doch nun versuchten die Franzosen, den deutschen Belagerungsring um Paris zu durchbrechen.  In der Schlacht bei Champigny wurde zuerst Erich schwer verwundet. Als Axel zu seinem Bruder eilte und ihn umfasst hielt, traf auch ihn eine Kugel. Axel starb bereits auf dem Transport vom Schlachtfeld, während Erich noch lebend  ins Lazarett bei La Lande eingeliefert wurde.  Prinz Wilhelm von Württemberg, der ebenfalls an dem Feldzug teilnahm, erfuhr vom Schicksal seines ein Jahr jüngeren Freundes, des Grafen Erich. Am Tag nach der Schlacht suchte er den schwer Verletzten auf. Dieser erkannte ihn und konnte mit schwacher Stimme mit Prinz Wilhelm sprechen. Da er einen Lungendurchschuss erlitten hatte, war Erich von Taubes Fall beim damaligen Stand der Medizin hoffnungslos. Er starb am 4. Dezember 1870. Die Hoffnung der aus der Heimat herbeigeeilten Eltern, wenigstens ihren älteren Sohn lebend anzutreffen, erfüllte sich nicht. Sie konnten nur die Leichen beider Söhne nach Stuttgart zurückbegleiten.  Am 10. Dezember 1870 fand deren Beerdigung statt.

## Erinnerung
Der Kriegstod der beiden Brüder fand viel Beachtung. Dem Duktus der Zeit gemäß wurde er als Heldentod verklärt.
Karl Gerok nahm den Tod der Grafen Taube zum Anlass für sein Gedicht Ein Kranz aufs Grab des Brüderpaars Erich und Axel von Taube: Psalm 133, das auch in seine Predigt bei der Bestattung der beiden jungen Männer einfloss. Der Text der Predigt sowie der Gedichtband Zwei Brüder befinden sich im Staatsarchiv in Stuttgart.
In der Kirche der Gemeinde Löffelstelzen erinnert seit 1872 neben der Kanzel eine Votivtafel  an die 1870 gefallenen Brüder Taube. Ihr Großvater Graf Ludwig von Taube   war hier 1809 württembergischer Spezialkommissär und hatte das dortige Bürgerrecht erworben. Die Tafel wurde in den siebziger Jahren auf den Treppenaufgang an der Außenseite der Kirche verlegt.
Der Hofbildhauer Ludwig von Hofer schenkte Pleidelsheim, der Heimatgemeinde seines Vaters, ein Taube-Denkmal, das er aus Carrara-Marmor gearbeitet hatte. Es wurde am 5. Juli 1885 vor dem Alten Rathaus in Pleidelsheim aufgestellt und in einer aufwändigen Feier in Anwesenheit des Künstlers und zahlreicher Ehrengäste eingeweiht; vor der Aufstellung des Denkmals mussten Bogen am Alten Rathaus verschlossen werden, die erst 1990/91 wieder in ihren alten Zustand zurückversetzt wurden.
Auf dem Stuttgarter Hoppenlaufriedhof ist das Grab der beiden Brüder erhalten geblieben.
Parallelen zu dem tatsächlichen Geschehen finden sich in Émile Zolas Roman Der Zusammenbruch. Einerseits schildert Zola hier die Schlacht von Champigny, andererseits erzählt er, wie nach der Schlacht von Sedan zwei Brüder vereint bis in den Tod auf dem Schlachtfeld liegen.